# Lass das mal den Papa machen.
Lass das mal den Papa machen. ist ein Lied des deutschen Schauspielers Christoph Maria Herbst, das er unter dem Pseudonym seiner Film- und Serienfigur Bernd Stromberg veröffentlichte. Das Lied erlangte als Soundtrack zu Stromberg – Der Film größere Bekanntheit.

## Entstehung und Artwork
Geschrieben wurde das Lied vom Drehbuchautor und Filmproduzenten des Stromberg-Films Ralf Husmann sowie vom deutschen Entertainer Stefan Raab. Es handelt sich hierbei um Husmanns einzige musikalische Veröffentlichung seiner Karriere. Für die Produktion des Stücks zeichnete Raab verantwortlich. Als Studiomusiker zu einer sogenannten „Big Band Version“ konnte man die Heavytones engagieren. Das Arrangement der Big-Band-Aufnahmen erfolgte unter der Leitung von Wolfgang Dalheimer.
Auf dem Cover der Single ist – neben Künstlernamen und Liedtitel – Herbst als Stromberg zu sehen. Man sieht ihn seitlich von rechts, mit dem Blick in Richtung des Betrachters. Er ist auf der rechten Seite platziert, auf der linken befinden sich der Künstlername sowie der Liedtitel. An den Liedtitel ist ein Schild mit dem Firmenlogo der fiktiven Capitol Versicherung AG angehängt. Die sehr vereinfachte Zeichnung des männlichen Geschlechtsorgans ist eine Anspielung auf einen Running Gag im Film.
Die Fotografie stammt von Willi Weber, das Artwork von Stefan Klein.

## Veröffentlichung und Promotion
Die Erstveröffentlichung von Lass das mal den Papa machen. erfolgte am 14. Februar 2014 als CD und Download. Die Maxi-Single beinhaltet mit dem „Betriebsfeier-Mix“ und der „Big-Band-Version“ zwei verschiedene Studioversionen des Titels. Darüber hinaus sind zu beiden Varianten jeweils nochmals eine Instrumentalversion als B-Seite enthalten. Das Lied wurde unter dem Musiklabel Ariola veröffentlicht, von Brainpool Music Publishing, EMI Music Publishing und dem Roof Groove Musikverlag verlegt sowie von Sony Music Publishing vertrieben. Am 27. Februar 2014 erschien das Lied als Teil des Hörspiels zum Film.
Um das Lied und den Film zu bewerben, erfolgte unter anderem ein Liveauftritt zur Hauptsendezeit während der ProSieben-Show Schlag den Raab. Des Weiteren trat Herbst als Stromberg in der ZDF-Show Wetten, dass..? auf. Hierbei machte er den Vorschlag, das Lied zusammen mit Pharrell Williams zu singen; der Vorschlag stieß jedoch nicht auf Gegenliebe.

## Hintergrund
„Papa“
Stromberg bezeichnet sich sowohl in der Serie als auch im Film oftmals selbst als „Papa“.
Verwendung im Film
Stromberg und seine Abteilung begeben sich aufgrund des 50-jährigen Bestehens der Capitol Versicherung AG zur Firmenfeier nach Botzenburg (fiktiver Ort). Der Ausflug ist geprägt von einem Machtkampf zwischen Stromberg und seinem Kollegen Ernie. Kurze Zeit nach der Ankunft am Hotel fällt Stromberg durch rassistische und sexistische Äußerungen negativ auf. Dadurch gerät er im Machtkampf mit Ernie zunächst ins Hintertreffen beim Personalvorstand. Dies ändert sich jedoch, als er seine Entertainer-Fähigkeiten unter Beweis stellt. Er rettet den langweiligen Galaabend, indem er einen selbstgedrehten satirischen Film über die Capitol präsentiert und auf die Schnelle mit dem Alleinunterhalter Günni (gespielt von Carsten Mayer) das Lied Lass das mal den Papa machen komponiert und zum Besten gibt. Der Personalvorstand ist daraufhin von Stromberg so begeistert, dass er ihn Ernie vorzieht und ihm eine Stelle in der Zentrale anbietet.

## Inhalt
Der Liedtext zu Lass das mal den Papa machen. ist in deutscher Sprache verfasst. Die Aussage des Liedtitels bezieht sich auf Stromberg selbst, der sich in seiner Führungsposition anstatt als Boss oder Chef als „Papa“ bezeichnet, der alles besser zu wissen scheint. Die Musik wurde von Stefan Raab komponiert, der Text wurde gemeinsam von Ralf Husmann und Raab geschrieben. Musikalisch bewegen sich die beiden Liedversionen im Bereich des Jazz und der Popmusik.
Das Lied besteht aus drei Strophen, einem Refrain sowie einem Intro und Outro. Im Intro leitet Stromberg mit den Worten „Komm, jetzt, äh, mach! One, two, three, four“ das Lied ein. Es folgt die erste Strophe, an die sich der erste Refrain anschließt. Der gleiche Vorgang wiederholt sich mit der zweiten und dritten Strophe. Das Lied endet mit einem Outro, in dem Stromberg hektisch den Satz „Der Papa macht das nicht nur gut, sondern viel, viel besser, als so manch anderer denkt“ von sich gibt. Die Strophen sind in Paarreimen verfasst. Nach seinem Auftritt bei Wetten, dass..? gab Herbst bei einer Veranstaltung im Hamburger Cinemaxx am Dammtor eine auf Markus Lanz bezogene Version des Stückes zum Besten.
| „Wenn du wieder mal in der Scheiße steckst und du denkst dir: Boah, alles ist verhext – hex hex, und die Kollegen gehen dir auf den Sack, ruf Papa, aber zack.“ – Strophe, Originalauszug. | „Läuft’s mit der Show mal nicht so rund und du sagst dir: Boah, das wird mir jetzt zu bunt, hab ich einen Tipp, lieber Markus Lanz, ruf Papa, Papa kann’s.“ – Strophe, Markus-Lanz-Version. |

## Musikvideo
Das offizielle Musikvideo wurde zur „Big Band Version“ des Liedes gedreht und feierte am 3. Februar 2014 – über das Profil der Video-on-Demand-Plattform MySpass – auf YouTube seine Premiere. Das Video zu Lass das mal den Papa machen. zeigt zum einen Stromberg, der einen Smoking trägt und gemeinsam mit einer Big Band das Lied singt. Zum anderen sind immer wieder Ausschnitte aus dem Stromberg-Film zu sehen. Der Liveauftritt wurde im TV-total-Studio aufgezeichnet. Als Band fungieren die Heavytones, die das Stück auch im Studio einspielten und Raabs Liveband von TV total waren. Die Gesamtlänge des Videos beträgt 3:21 Minuten. Bis Februar 2025 zählte das Musikvideo über 1,4 Millionen Aufrufe bei YouTube.

## Mitwirkende
| Liedproduktion - Wolfgang Dalheimer: Arrangement (Big-Band-Version) - Heavytones: Instrumentalisierung (Big-Band-Version) - Christoph Maria Herbst: Gesang - Ralf Husmann: Liedtexter - Stefan Raab: Komponist, Liedtexter, Musikproduzent Artwork (Cover) - Stefan Klein: Artwork - Willi Weber: Fotograf | Unternehmen - Ariola: Musiklabel - Brainpool Music Publishing: Verlag - EMI Music Publishing: Verlag - Roof Groove Musikverlag: Verlag - Sony Music Publishing: Vertrieb |

## Chartplatzierungen
Lass das mal den Papa machen. erreichte in Deutschland Position 40 der Singlecharts und konnte sich insgesamt drei Wochen in der Hitparade platzieren. Herbst erreichte hiermit zum einzigen Mal die deutschen Singlecharts. Für Raab ist dies in Deutschland der 35. Charterfolg als Produzent sowie der 27. in seiner Autorentätigkeit. Husmann erreichte als Autor mit Lass das mal den Papa machen. zum einzigen Mal die deutschen Singlecharts.

## Coverversionen und Parodien
- 2014: Der deutsche Fußballverein Borussia Dortmund veröffentlichte eine Parodie, die sich auf den von Fans oft Papa genannten Spieler Sokratis Papastathopoulos bezieht. Der Innenverteidiger selbst übernahm den Refrain der Parodie, die Strophe stammt von einer anderen Stimme.[13][14]